# Sedmoi Kontinent
Sedmoi Kontinent (en russe : Седьмой Континент, littéralement  'Septième continent') est une entreprise russe de la grande distribution de vente au détail de produits d’alimentation comptant 140 magasins en Russie et un en Biélorussie. Son siège est à Moscou.
La plate-forme de l'entreprise provenait de la firme Slavyanka fondée en 1992 par Aleksander Mamut, Vladimir Gruzdev et Grigory Berezkine. Sedmoi Kontinent est fondé en 1994, devenant le premier nouveau distributeur de produits alimentaires en Russie depuis la dissolution de l'Union soviétique. Au début des années 2000, la société lance un vaste programme d’expansion et ses revenus passent de 105 millions de dollars en 2000 à 1,27 milliard de dollars en 2007.

## Histoire

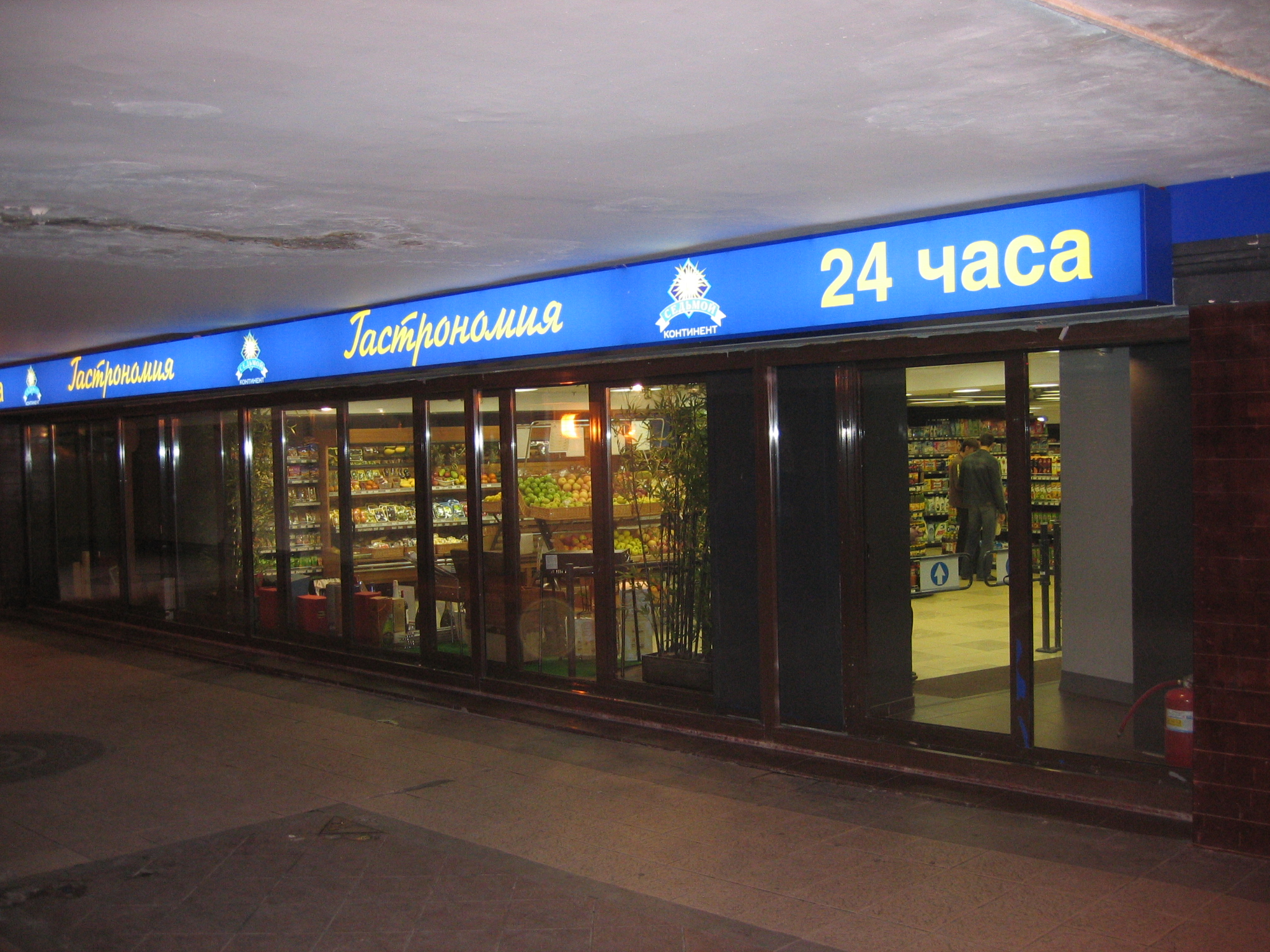
Un magasin Sedmoi Kontinent - Gastronomiya à Moscou

La société est fondée en 1994 par Vladimir Gruzdev, Alexander Zanadvorov et Grigori Berezkine.
En juillet 2001, Sedmoi Kontinent annonce ses résultats pour l’année 2000 : le chiffre d’affaires a augmenté de 50 % pour atteindre 105 millions de dollars. La société, qui compte alors 15 magasins, tous situés à Moscou, annonce son intention de procéder à une expansion majeure, dans le but d'augmenter le nombre de magasins à 35 avant la fin de l'année. La société annonce rechercher un investisseur stratégique, sans succès et, en août 2002, elle affirme rechercher un partenaire étranger pour rester compétitive sur le marché.
En 2002, la société figure parmi les 4 plus grandes chaînes de vente au détail à Moscou. Le chiffre d'affaires de la société pour cette année atteint 300,5 millions de dollars. En 2003, ses revenus sont de 445 millions de dollars. Selon une étude réalisée par Mercer Human Resource Consulting en 2002, Sedmoi Kontinent est un magasin de prix moyen, Ramstore étant le supermarché le moins cher et Kalinka Stockmann étant chère et destinée au segment haut de gamme.
En novembre 2004, Sedmoi Kontinent devient la première entreprise alimentaire de détail en Russie à proposer des actions au public en offrant 8 415 573 actions ordinaires d’une valeur faciale de 0,5 rouble à la bourse russe. La société annonce avoir vendu 8,42 millions d’actions, ce qui correspond à 13 % du capital de la société, au prix de 275 roubles (9,59 dollars) l’action, pour un total de 80,7 millions de dollars. Elle prévoyait d’utiliser cet argent pour financer nouveaux magasins. Sedmoi Kontinent est la huitième société russe à faire une offre publique de ce type depuis l'effondrement de l'Union soviétique.
En 2005, Sedmoi Kontinent étend ses activités à la région de Kaliningrad en faisant l’acquisition de la chaîne Altyn, basée à Kaliningrad. Grâce à cet achat, Sedmoi Kontinent étend de 29 500 mètres carrés ses espaces commerciaux avec 12 magasins supplémentaires dans la région.
En avril 2008, Sedmoi Kontinent compte 133 magasins, situés pour la plupart dans la région de Moscou. Le chiffre d'affaires de la société en 2007 s'élève à 1,27 milliard de dollars, avec un bénéfice net de 99,2 millions de dollars. .
En février 2009, le distributeur français Carrefour propose de prendre 74,8 % du capital de Sedmoi Kontinent. Carrefour estime la valeur de marché de Sedmoi Kontinent à 1,25 milliard de dollars.
En juin 2009, la société est en défaut sur des obligations pour une valeur de 1,9 milliard de roubles (61 millions de dollars), mais réussit à restructurer 7 milliards de roubles de ses dettes en novembre 2009.
La société se retire de la cotation boursière à Moscou en 2012.
La société est détenue à 100 % en 2019 par Alexander Zanadvorov.

## Magasins
Sedmoi Kontinent a été l’une des premières chaînes de distribution multi-formats russes. Ses deux principaux formats sont les supermarchés et les hypermarchés.
Sedmoi Kontinent exploite les types de magasins suivants: 
- Sed'moy kontinent - Pyat 'Zvezd (Le septième continent - Cinq étoiles)
- Sed'moy kontinent - Universam (Le Septième Continent - Universam)
- Sed'moy kontinent-Ryadom s domom (Le septième continent - La porte à côté)
- Sed'moy kontinent - Gastronomiya (Le Septième Continent - Gastronomie)
- NASH Gypermarket (NOTRE hypermarché)
- Prostor.

En juillet 2010, la société compte 121 supermarchés et 4 hypermarchés à Moscou et dans l'oblast de Moscou, 10 supermarchés dans l'oblast de Kaliningrad et un hypermarché dans chacun des lieux suivants : Riazan, Tcheliabinsk, Minsk (Biélorussie), Perm, Belgorod et Iaroslavl.